# Дашиев, Жаргал Баирович
Жаргал Баирович Дашиев (14 июля 1992, Бурятия, Россия — 9 марта 2024, Украина) — российский военнослужащий, офицер, младший лейтенант. Герой Российской Федерации (посмертно, 2024).

## Биография
Родился 14 июля 1992 года в селе Сосново-Озёрское Республики Бурятия в многодетной семье.
Окончил местную школу № 1. После поступил в Нижегородскую академию МВД России, но больше был заинтересован военной службой. В 2012 году по призыву ушёл в армию, срочную службу проходил в городе Улан-Удэ Республики Бурятия. Позже заключил контракт на военную службу. Участник вторжения России на Украину, находился на поле боя с первого дня, в конце 2022 года был тяжело ранен и после длительного периода лечения вернулся на фронт.
Погиб 9 марта 2024 года на Украине. Похоронен 16 апреля 2024 года.

## Звания и награды
- Герой Российской Федерации (посмертно, 2024)[5].
- Орден Мужества (2022)[4].
- Медаль «За боевые отличия» (посмертно, 2024)[4].